# Cổ Thành, Lệ Giang

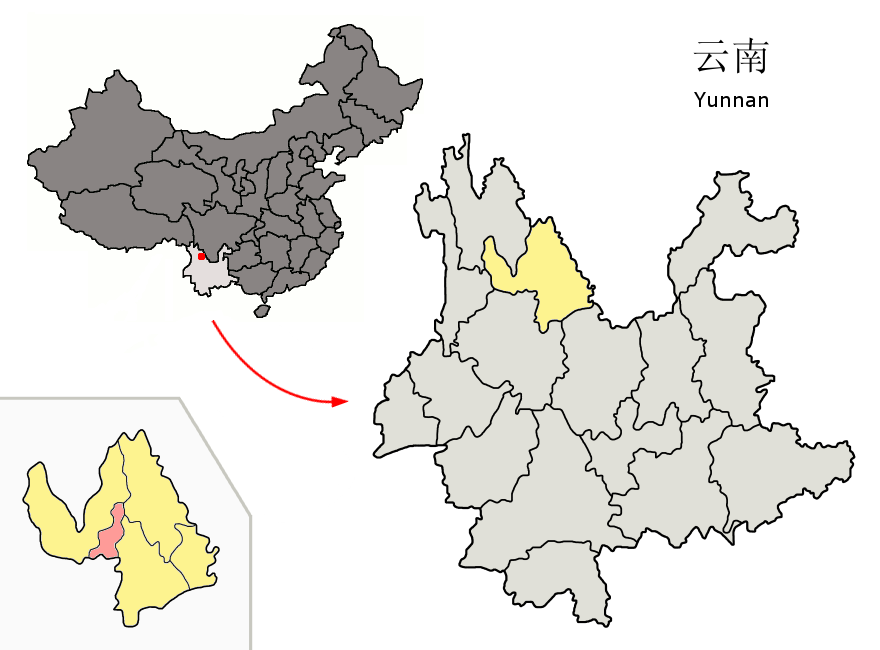
Cổ Thành

Cổ Thành (tiếng Trung: 古城区), Hán Việt: Cổ Thành khu là một quận nội thành thuộc Lệ Giang, tỉnh Vân Nam, Cộng hòa Nhân dân Trung Hoa. Quận này có diện tích 1127 km2, dân số năm 2003 là 140.000 người. Chính quyền huyện đóng ở đường Phúc Huệ, trấn Địa Nghiê. Quận này được thành lập tháng 12 năm 2002.

## Các đơn vị hành chính

### Trấn
- Đại Nghiên (大研镇)

### Cáchương
- Kim An (金安乡)
- Thất Hà (七河乡)
- Đại Đông (大东乡)
- Kim Sơn Bạch tộc (金山白族乡)
- Kim Giang Bạch tộc (金江白族乡)